# Estádio Internacional de Jericó
Estádio Internacional de Jericó (em inglês: Jericho International Stadium) é um estádio de futebol localizado na cidade de Jericó, na Palestina. O clube Hilal Areeha usa o estádio como sua sede enquanto mandante de suas partidas.
O estádio, que tem capacidade para 15.000 espectadores, é conhecido por ser o estádio localizado na menor altitude do mundo: 300m abaixo do nível do mar.